# Campionati del mondo di atletica leggera 1991 - Salto triplo
La gara di salto triplo maschile si è tenuta il 25 e 26 agosto 1991.

## Qualificazioni
In finale chi supera i 17,00 m o rientra tra i primi 12.

### Gruppo A
| Pos | Atleta                    | Misura  |
| --- | ------------------------- | ------- |
| 1.  | Vasiliy Sokov (URS)       | 17.16 m |
| 2.  | Yoelbi Quesada (CUB)      | 17.13 m |
| 3.  | Kenny Harrison (USA)      | 17.08 m |
| 4.  | Georges Sainte-Rose (FRA) | 17.07 m |
| 5.  | Brian Wellman (BER)       | 17.02 m |
| 6.  | Oleg Denishchik (URS)     | 16.92 m |
| 7.  | Andrzej Grabarczyk (POL)  | 16.88 m |
| 8.  | John Herbert (GBR)        | 16.79 m |
| 9.  | Khristo Markov (BUL)      | 16.67 m |
| 10. | Ján Čado (TCH)            | 16.58 m |
| 11. | Lotfi Khaida (ALG)        | 16.54 m |
| 12. | Zou Sixin (CHN)           | 16.35 m |
| 13. | Marios Hadjiandreou (CYP) | 16.04 m |
| 14. | Santiago Moreno (ESP)     | 16.04 m |
| 15. | Paul Nioze (SEY)          | 15.72 m |
| 16. | Lucian Sfiea (ROM)        | 15.27 m |
| 17. | François Reteno (GAB)     | 14.43 m |
| —   | Eugene Koranteng (GHA)    | NM      |
| —   | Khalid Ahmed Mousa (SUD)  | DNS     |

#### Gruppo B
| Pos | Atleta                     | Misura  |
| --- | -------------------------- | ------- |
| 1.  | Leonid Voloshin (URS)      | 17.29 m |
| 2.  | Tord Henriksson (SWE)      | 17.07 m |
| 3.  | Mike Conley (USA)          | 16.98 m |
| 4.  | Norifumi Yamashita (JPN)   | 16.88 m |
| 5.  | Ralf Jaros (GER)           | 16.88 m |
| 6.  | Eugeniusz Bedeniczuk (POL) | 16.76 m |
| 7.  | Frank Rutherford (BAH)     | 16.74 m |
| 8.  | Chen Yanping (CHN)         | 16.70 m |
| 9.  | Edrick Floreal (CAN)       | 16.68 m |
| 10. | Serge Hélan (FRA)          | 16.51 m |
| 11. | Pierre Camara (FRA)        | 16.49 m |
| 12. | Don Parish (USA)           | 16.45 m |
| 13. | Galin Georgiev (BUL)       | 16.18 m |
| 14. | Anísio Silva (BRA)         | 16.18 m |
| 15. | Rogel Nachum (ISR)         | 15.90 m |
| 16. | Toussaint Rabenala (MAD)   | 15.82 m |
| 17. | Benjamin Koech (KEN)       | 15.74 m |
| 18. | Jérôme Romain (DMA)        | 15.49 m |
| 19. | Lindford Castillo (BIZ)    | 13.93 m |

## Finale
| Pos | Atleta                    | Misura  |
| --- | ------------------------- | ------- |
|     | Kenny Harrison (USA)      | 17.78 m |
|     | Leonid Voloshin (URS)     | 17.75 m |
|     | Mike Conley (USA)         | 17.62 m |
| 4.  | Vasiliy Sokov (URS)       | 17.28 m |
| 5.  | Tord Henriksson (SWE)     | 17.12 m |
| 6.  | Brian Wellman (BER)       | 16.98 m |
| 7.  | Yoelbi Quesada (CUB)      | 16.94 m |
| 8.  | Georges Sainte-Rose (FRA) | 16.92 m |
| 9.  | Ralf Jaros (GER)          | 16.76 m |
| 10. | Oleg Denishchik (URS)     | 16.61 m |
| 11. | Norifumi Yamashita (JPN)  | 16.26 m |
| 12. | Andrzej Grabarczyk (POL)  | 16.23 m |